# Economic Freedom Fighters
Die Economic Freedom Fighters (EFF, etwa „Kämpfer für wirtschaftliche Freiheit“) sind eine südafrikanische Partei.
Sie wurde 2013 von Julius Malema gegründet. Die Partei vertritt vor allem wirtschaftspolitisch linksradikale Ansichten.
Bei den Parlamentswahlen 2014 und 2019 wurde sie jeweils drittstärkste Partei. Bei den Wahlen 2024 wurden sie mit 9,5 % der Stimmen viertstärkste Partei.

## Geschichte

### Gründung
Der Parteigründer Malema war bis 2012 Vorsitzender der einflussreichen ANC Youth League, der Jugendorganisation des regierenden African National Congress (ANC). Nachdem er sich gegen die Parteispitze gewandt hatte, wurde ihm die Mitgliedschaft entzogen. Im Juli 2013 gab die Partei an, 1000 Mitglieder zu haben, Am 17. August 2013 wurde sie offiziell zugelassen.

### Wahlergebnisse
Die EFF traten erstmals bei der Parlamentswahl in Südafrika am 7. Mai 2014 an. Sie stellten in allen Provinzen Kandidaten auf und wurden mit rund 6,4 % der Stimmen drittstärkste Partei. In den Provincial Legislatures von Limpopo, der Heimat Malemas, und Nordwest, wo 2012 das „Massaker von Marikana“ stattgefunden hatte, wurde sie offizielle Opposition.
Bei den landesweiten Kommunalwahlen 2016 erhielt die Partei 8,2 % der Stimmen.
Bei der Parlamentswahl 2019 verbesserte die Partei ihr Ergebnis auf 10,79 %.
Bei der Parlamentswahl 2024 erreichte die Partei nur noch 9,5 %.

### Abspaltungen
2015 wurden drei Abgeordnete aus der Fraktion ausgeschlossen, nachdem sie die Politik der EFF dem ANC gegenüber als zu nachgiebig kritisiert hatten. Zu ihnen gehörte Andile Mngxitama, der daraufhin die Partei Black First Land First gründete.
Am 13. August 2024 verkündete der stellvertretende Parteivorsitzende Floyd Shivambu, die Partei zu verlassen und sich der von Jacob Zuma gegründeten Partei UMkhonto we Sizwe (MK) anzuschließen. Julius Malema bezeichnete den Austritt als "testenden Moment" für seine Partei. Die EFF müsse den Test bestehen oder sterben.

## Politik
Die Partei bezeichnet sich selbst als linksradikale, antikapitalistische und antiimperialistische Bewegung. Sie ist panafrikanisch; sie befürwortet die Verstaatlichung von Bergwerksgesellschaften und die Enteignung von weißen Großgrundbesitzern. Malema profilierte sich nach dem „Massaker von Marikana“ als Gegner des ANC und dessen Verbindungen zur Privatwirtschaft. Das Auftreten der stets in Rot gekleideten EFF-Abgeordneten in der Nationalversammlung ist oft durch Sprechchöre oder Gesänge gekennzeichnet. Im Mai 2016 wurden nach Gesängen EFF-Parlamentarier von Sicherheitskräften mit Gewalt aus dem Sitzungssaal gezerrt, nachdem sie sich geweigert hatten, den Saal zu verlassen.
In ihrem Auftreten gibt sich die Partei militaristisch. So führt ihr Vorsitzender den Titel „Oberbefehlshaber“ und drohte, die Regierung notfalls „mit der Waffe in der Hand“ zu entfernen. In der Öffentlichkeit stimmte er gelegentlich das inzwischen verbotene Kampflied Tötet die Buren an. Im Juni 2016 forderte Malema seine Anhänger auf, unter Bruch des 1956 erlassenen Riotous Assemblies Act das Land weißer Farmer zu besetzen. Zum 10-jährigen Bestehen seiner Partei 2023 sang er vor 100.000 Anhängern erneut „Kill the farmer, kill the boer!“, rief „Shoot to kill!“ und machte lautmalerische Schussgeräusche.

## Kontroversen
Der Parteichef Julius Malema äußerte sich feindlich gegen weiße und indischstämmige Südafrikaner. Äußerungen von ihm wurden von der südafrikanischen Menschenrechtskommission als Hassrede öffentlich gebrandmarkt.

## Struktur
Malema steht der Partei als President and Commander-in-Chief vor. Zum President’s Cabinet (ehemals Central Command Team) gehören außerdem der Deputy President, der Secretary General, dessen Stellvertreter, zwei Treasury General sowie 20 additional members („zusätzliche Mitglieder“). Die neun Provinzvertretungen werden von Provincial Command Teams geführt, bestehend aus Chairperson, deren Stellvertreter, Secretary, dessen Stellvertreter und Schatzmeister geführt. Die Parteizentrale befindet sich in Johannesburg.
Die Parteifarbe ist rot. Das Emblem zeigt den afrikanischen Kontinent in grün; davor hält eine schwarze, zur Faust geballte Hand einen roten Speer, darüber steht ein gelber Stern. Auf dem Handgelenk ist in Gelb der Turm eines Bergwerks abgebildet.
In Namibia existiert der Ableger Namibian Economic Freedom Fighters.